# Junya Suzuki (1996)
Junya Suzuki (鈴木 準弥 Suzuki Jun'ya?, Numazu, Shizuoka, 7 de enero de 1996) es un futbolista japonés que juega como defensa en el Yokohama FC.

## Trayectoria
En 2019 se unió al VfR Aalen. Después de eso, jugó en el Fujieda MYFC.

## Clubes
| Club                 | País     | Año       |
| -------------------- | -------- | --------- |
| VfR Aalen            | Alemania | 2018      |
| Fujieda MYFC         | Japón    | 2019      |
| Blaublitz Akita      | Japón    | 2020-2021 |
| F. C. Tokyo          | Japón    | 2021-2023 |
| F. C. Machida Zelvia | Japón    | 2023-2024 |
| Yokohama FC          | Japón    | 2025-     |